# Salwa Al Neimi
Salwa Al-Neimi, en árabe: سلوى النعيمي (Damasco, finales de 1950), es una escritora siria exiliada a Francia a finales de los 1970s. Actualmente reside en París. Ha estudiado literatura árabe en la Universidad de Damasco y completó sus estudios en la Universidad de la Sorbona estudiando artes cinematográficas, teatro y filosofía islámica. 

## Biografía
Ha trabajado como periodista cultural para la prensa árabe en diversos periódicos y numerosas revistas literarias como el diario al-Qods al-Arabi (una publicación muy crítica con diversos regímenes 
árabes y que viene publicándose en Londres desde 1989), el semanario Bareed al-Janoub (editado en Londres desde 1995 y próximo al Partido socialista yemenita, principal fuerza política del sur del país que perdió la guerra civil en 1994.
Su difusión ha sido a menudo perturbada por las intervenciones de la embajada de Yemen), la revista Carmel, dirigida por el poeta palestino Mahmoud Darwish, o el magazine Arabies, editado en París con periodicidad mensual y centrado en la actualidad del mundo árabe y la francofonía. 
En la actualidad es responsable de prensa del Departamento de Comunicación en el Instituto del Mundo Árabe, pero dedica gran parte de su tiempo a la creación literaria.
Como tal ha colaborado con el antólogo Mohamed Saad Eddine El Yamani en diversas publicaciones editadas por el Instituto del Mundo Árabe que recogen la producción narrativa de países como Emiratos Árabes, Argelia y Palestina. 
Una escritora que vive de dos culturas del Mediterráneo, la oriental y la occidental, y que considera como un activo para el enriquecimiento personal la mezcla de culturas. Por un lado la árabe, que comparte una lengua común, una cultura común e imágenes comunes, como las que retransmiten cadenas de televisión como Al Jazeera, y otros medios comunicación escritos pan-arabistas. Y, por otro lado, la cultura del país en que vive, Francia. Pero en su caso nunca ha considerado que esas dos tradiciones culturales que conforman su personalidad, la árabe y la francesa, estén en conflicto. Sino todo lo contrario, esa complementariedad es una oportunidad para la reconciliación. Incluso en lo religioso, ya que proviene de una familia medio cristiana, medio musulmana. Un auténtico ejemplo de diálogo entre religiones, históricamente enfrentadas. 
De madre cristiana y padre musulmán, Salwa al Neimi creció en un ambiente de tolerancia en el que las dos religiones de sus progenitores convivían con la misma armonía.

## Obra
Su obra aborda la parte oculta de la erótica árabe a través de un estilo audaz y repleto de humor. 
Ha publicado una rica colección de relatos cortos "Le livre des secrets” (El Cairo, 1994), una colección de entrevistas literarias bajo el título “J’ai participé à la supercherie”, y cuatro libros de poesía: Parallèles (París, 1980), La Tentation de ma mort (El Cairo, 1996), Ceux que j´aime sont tous partis (El Cairo, 1999). A los que se añade su última producción poética Mes ancêtres les assassins (París, 2002), una antología de su obra poética, traducida por ella misma al francés, en la que se mezclan temas como la muerte, el amor, la libertad y la transgresión. 
Recientemente ha colaborado en la edición de Contes des 1001 désirs, una antología de cuentos eróticos publicada en septiembre de 2010 por Ómnibus, y que está a cargo de Salwa Al Neimi, Catherine Bouttier-Coqueberg y Annie Collognat. Se trata de una colección de 220 cuentos escogidos por tres especialistas del género, una experta en la antigüedad clásica, otra del siglo XVIII y Salwa como una gran conocedora de la literatura árabe. Una colección de cuentos licenciosos para ser leídos con una sonrisa que abarcan dos milenios y dos continentes. De Ovidio a Diderot, de Al Yahiz a Chaucer, un juego de espejos entre Oriente y Occidente.

### Novela
Su primera novela, El sabor de la miel, fue publicada en Beirut en el 2007, y en Francia por Laffont en el 2008 donde se colocó en cabeza de las listas de ventas. En Italia de la mano de la editorial Feltrinelli se ha convertido en un verdadero best-seller. En España vio la luz en el año 2009 por Emecé y traducida por Myriam Fraile. La traducción al catalán (El gust de la mel), a cargo de Marta Serra Oliveras, fue publicada por Edicions 62 también en 2009. Esta obra ha conseguido una gran repercusión mediática, al ser proscrita en varios países musulmanes pero alabada en Europa.
Aunque muchos lectores occidentales alaban su obra, muchos países árabes manifiestan su escándalo por el trato y la discusión de la sexualidad femenina. 
Salwa Neimi defiende, a pesar de eso, que es un librio dirigido al lector árabe. Por esta razón el libro fue escrito en idioma árabe. A través de sus páginas el lector descubre que en la cultura árabe tradicional hay una gran libertad de expresión y libertad sexual. El libro está basado, en parte, en relatos árabes tradicionales e incluso preislámicos que hablan de la libertad sexual, y esta mezcla de libertad sexual de la protagonista y la cultura árabe musulmana forman la esencia del libro. También está presente la crítica a la sociedad árabe musulmana que es descrita como ignorante de su propia cultura y con una imagen diferente y distorsionada de lo que es en realidad. 
En 2012 escribió Shibh al-Jazeera al-Arabyyah (La península arábiga) cuya traducción al inglés anticiparon muchos lectores alrededor del mundo por su repercusión mediática. Se trata de una novela de ficción contemporánea árabe en la que se vive un drama personal e intenso que plantea cuestiones de identidad y de alienación dentro y fuera del país de origen.